# 尤利娅·卡尔松
尤利娅·卡尔松（瑞典語：Julia Carlsson，1975年4月8日—），瑞典女子足球运动员，场上位置是前锋。她曾代表瑞典国家队参加1996年夏季奥林匹克运动会足球比赛，结果队伍获得第六名。